# Wals-Siezenheim
Wals-Siezenheim – gmina w Austrii, w kraju związkowym Salzburg, w powiecie Salzburg-Umgebung. Liczy 12791 mieszkańców (1 stycznia 2015), dlatego jest nazywana największą wsią Austrii.